# Ritratto di dama come Giuditta
Il Ritratto di dama come  Giuditta è un dipinto di Agostino Carracci risalente ai primi anni Novanta del XVI secolo.

## Storia e interpretazione iconografica
Il dipinto è firmato, in basso a sinistra, A. CAR. BON. (Agostino Carracci bolognese) ed è stato rinvenuto sul mercato antiquario nel 1985 dalla storica dell'arte australiana Jaynie Anderson che ne ha proposto una particolare lettura iconografica.
A giudizio della studiosa, infatti, nel dipinto si celerebbe il doppio ritratto di Olimpia Luna (morta nel 1592) – in veste di Giuditta – e del marito di lei, Melchiorre Zoppio (1544 – 1634)  – Oloferne –, cofondatore della bolognese Accademia dei Gelati. Sodalizio di letterati, poeti e studiosi di cui sembra che anche Agostino Carracci abbia fatto parte.
In effetti, la circostanza che Agostino Carracci abbia realizzato un ritratto di Olimpia Luna è documentata dalle fonti ed in particolare dall'orazione funebre recitata da Lucio Faberi (o Faberio), notaio della Compagnia dei pittori a Bologna, durante la solenne commemorazione che venne tributata ad Agostino Carracci nel gennaio del 1603, circa un anno dopo la sua morte.
Si legge in questa orazione – riprodotta da Carlo Cesare Malvasia nel capitolo dedicato al funerale di Agostino della sua Felsina Pittrice (1678) –  che quello di Olimpia Luna fu un ritratto postumo. Considera infatti il Faberi che: «se gran fatto è in presenza ben ritrarre del naturale, se maggiore il far il medesimo in absenza; grandissimo è senza dubbio e maraviglioso il farlo, dipingendo persona già morta, sepolta, non mai veduta, senza disegno o impronto, ma per sola e semplice relazione d'altri. […] Così per relazione del marito [Agostino Carracci] fece il ritratto della moglie Olimpia Luna, che fu consorte dell'Eccellentissimo Melchiorre Zoppio».
Sempre il Faberi, nella stessa occasione, testimonia che lo Zoppio, apprezzando particolarmente il dipinto, ha dedicato a questo ritratto un sonetto (che il Faberi riporta integralmente nell'orazione in onore di Agostino).
In altro passo della Felsina Pittrice, sempre a proposito di questo ritratto postumo, Malvasia riferisce che Agostino, per lo Zoppio: «fece il ritratto di sua moglie già morta e sepolta, a mente, con un ritrattino di lui stesso in mano».
Il particolare  del ritrattino dello Zoppio in mano a sua moglie, attesterebbe la circostanza che il ritratto di Olimpia Luna fosse in realtà un doppio ritratto e potrebbe trovare corrispondenza nella tela riscoperta dalla Anderson laddove questo ritrattino dell'insigne accademico si identificasse, per l'appunto, nella testa di Oloferne tenuta in mano da Olimpia.
In ogni caso l'elemento su cui maggiormente si fa leva per identificare nel riapparso dipinto di Agostino il ritratto di cui si legge nella Felsina sta in un suggestivo dettaglio iconografico dell'abito della dama che impersona Giuditta. Invero, in questa sontuosissima veste d'oro, incrostata di pietre e perle, compaiono dei ricami che raffigurano delle lune emananti raggi. Vi si coglie una chiara allusione al cognome della moglie dello Zoppio, per l'appunto, Luna.
Sembra trovarsi un ulteriore argomento a sostegno di questa lettura della tela anche in un successivo componimento dello Zoppio. Si tratta del libello (scritto nel 1603 ma dato alle stampe successivamente) Consolatione di Melchiorre Zoppio, filosofo morale nella morte della moglie Olimpia Luna Z[oppio]. In questo scritto, lo Zoppio narra dell'apparizione di una donna che gli fa visita in una notte di tormento e che poi gli si rivelerà come sua moglie Olimpia. La descrizione fatta dallo Zoppio dell'abbigliamento di Olimpia durante questa visione sovrannaturale pare ricordare, per alcuni versi, certi particolari del dipinto. In particolare l'autore ci dice che: «il vestimento color turchino, tempestato a perle divisato a fiammelle rappresentava le stelle cadenti  […] insomma non era cosa in lei che non mi raffigurasse il cielo». Per quanto non vi sia piena corrispondenza tra questa descrizione dello Zoppio e il ritratto di Agostino, suggestiva è la coincidenza del particolare dell'abito decorato, in entrambi i casi, con motivi che alludono alle sfere celesti. Di qui l'ipotesi che lo Zoppio possa essersi ispirato, pur senza menzionarlo esplicitamente, al preesistente ritratto del Carracci.
Non tutti gli autori, tuttavia, accettano senza riserve l'ipotesi che questa tela di Agostino sia da identificarsi nel ritratto di Olimpia Luna e di Melchiorre Zoppio. Invero, l'argomento sul quale più si insite in senso dubitativo è che le descrizioni note del doppio ritratto dei due tacciono la circostanza che i coniugi sarebbero stati effigiati come Giuditta e Oloferne. Data la non trascurabilità di questo aspetto appare allora poco spiegabile il silenzio delle fonti su di esso.
Ulteriore elemento di incertezza riguarda la somiglianza tra la testa di Oloferne del dipinto di Agostino Carracci e i ritratti noti di Melchiorre Zoppio. L'effigie di quest'ultimo, infatti, ci è stata tramandata sia da un'incisione sia da un ritratto (probabilmente entrambi derivanti dal medesimo modello).
Secondo la Anderson (che prende come termine di confronto l'incisione) vi sarebbe una spiccata somiglianza tra lo Zoppio e la testa di Oloferne della tela di Agostino. Altri osservano che in realtà si tratterebbe di solo di una generica compatibilità di tipo fisionomico.

## Descrizione e stile

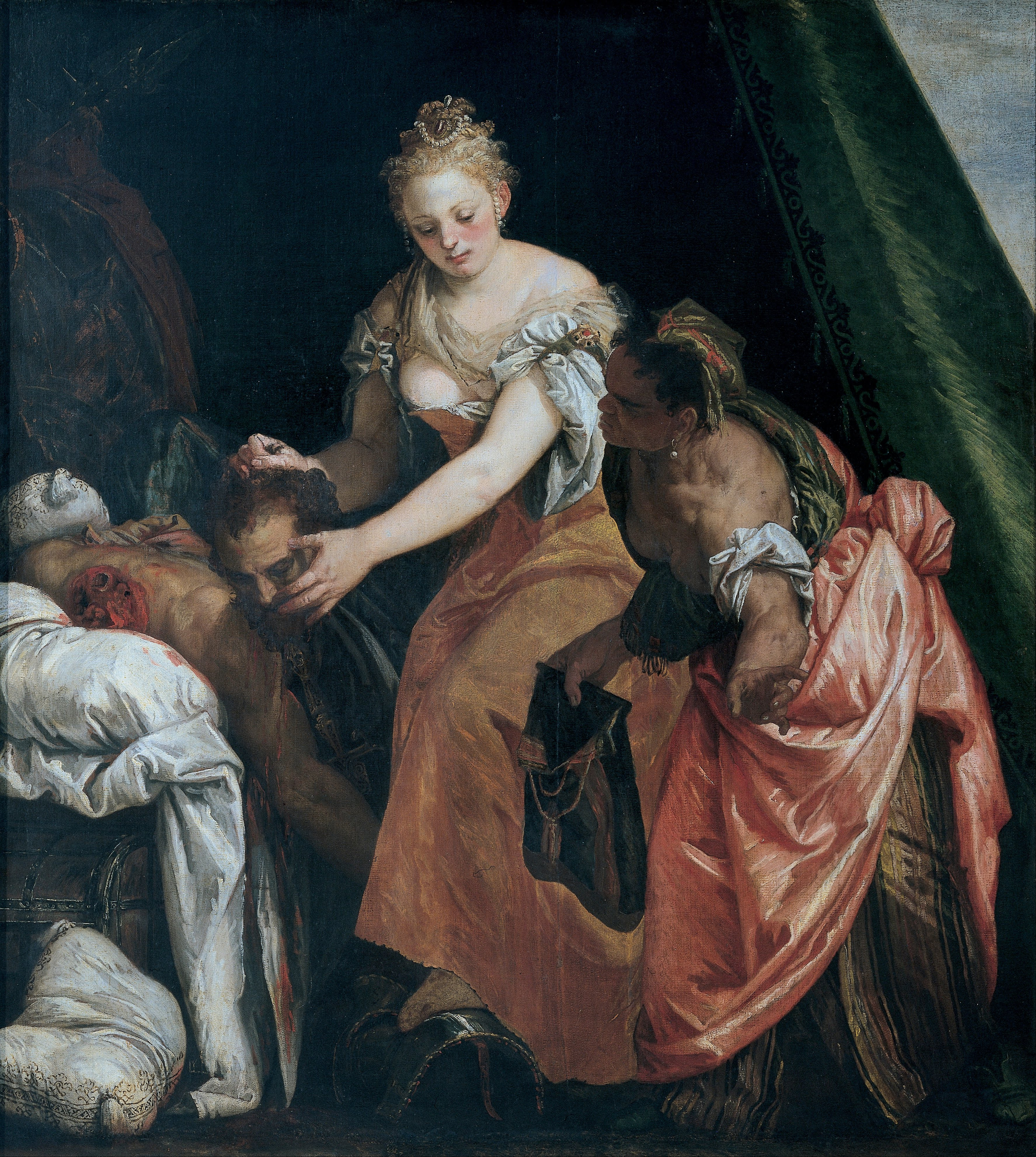
Paolo Veronese, Giuditta con la testa di Oloferne, 1580 ca., Palazzo Rosso, Genova

L'eroina biblica, dalla solida impostazione plastica e con una sontuosissima veste, domina la scena mostrando allo spettatore la testa del generale assiro che poco prima ha decapitato.
Il suo volto ha un'espressione severa e malinconicamente quieta (dettagli in cui la Anderson coglie un'ulteriore consonanza con le fonti e che trova coerenti con l'ipotesi che si tratti del ritratto di una persona già morta). Il realismo fisionomico del viso di Giuditta comprova senza dubbio che si tratta di un ritratto (sia o meno quello di Olimpia Luna); evidentemente quello di una dama di alto rango sociale, come si deduce, non solo dalla ricchissima veste, ma anche dai gioielli che essa indossa e dalla raffinata pettinatura.
Molto efficace è anche il viso di Oloferne – di cui sono accuratamente rese la capigliatura e la barba – e in cui Agostino non ha particolarmente insistito sugli spasmi della morte.
Sullo sfondo, in una luce aurorale, si vede l'accampamento assiro, da cui Giuditta è appena fuggita, assistita da un'ancella, con il suo macabro trofeo. In una tenda si intravede il corpo senza testa di Oloferne, mentre il campo è colto dallo sgomento di fronte ad una simile terrificante scoperta.
Perecettibili sono le influenze della pittura veneziana – Agostino Carracci, infatti, ha soggiornato in Laguna sino a qualche anno prima  della data di presumibile esecuzione di questo dipinto – che si colgono sia nella particolare consistenza atmosferica e luministica che pervade la tela sia nella figura dell'ancella negra che è con ogni probabilità una citazione del Veronese tratta dal dipinto, di analogo soggetto, ora nel genovese
Palazzo Rosso, realizzato all'incirca un quindicennio prima della tela di Agostino Carracci.